# Sitta carolinensis
A Sitta carolinensis é uma espécie de ave passeriforme da família Sittidae que vive na América do Norte. É uma ave de tamanho médio que mede 15,5 cm de comprimento. A coloração varia um pouco conforme a sua área de distribuição, mas as partes superiores apresentam cor cinzenta clara azulada: o macho possui o píleo e a nuca pretos, enquanto que a fêmea tem o píleo cinzento escuro. As partes inferiores são brancas com tons avermelhados no abdómen. É uma ave ruidosa: possui voz nasal, e com frequência emite guinchos ou diversas vocalizações ocasionalmente compostas por constantes repetições de pequenos assobios. No verão, é uma ave insectívora: consome exclusivamente artrópodes, mas no Inverno a sua dieta é composta principalmente de sementes. Esta espécie nidifica em cavidades naturais de árvores. A posta varia de cinco a nove ovos e a fêmea incuba-os por duas semanas enquanto é alimentada pelo macho. O casal alimenta as criações até que estas abandonem o ninho, embora possam continuar a alimentá-las por mais algumas semanas.
Vive em grande parte na América do Norte, excepto nas zonas mais frias e áridas. Encontra-se sobretudo a baixas altitudes, nas florestas caducifólias ou mistas. Geralmente distinguem-se de sete a nove subespécies, cujas distribuições, vocalizações e colorações são ligeiramente diferentes. Filogeneticamente, era relacionada com a Sitta leucopsis e a Sitta przewalskii, duas espécies do sul da Ásia, mas logo descobriu-se que está mais relacionada com a Sitta magna do Sudeste Asiático. A espécie tem uma vasta distribuição e a sua população continua a aumentar; segundo a União Internacional para a Conservação da Natureza está catalogada como em estado «pouco preocupante».

## Descrição
A parte superior da cabeça (píleo) é preta, assim como a parte superior do pescoço e das costas, formando um colar parcial. A coloração do resto das partes superiores varia um pouco entre as subespécies, mas o dorso e as asas são de cor azul acinzentada, entre clara e escura. A ponta das penas contrasta mais ou menos com o restante das partes superiores; as penas de voo são escuras e beiradas por um tom cinzento e as coberteiras maiores têm pequenas franjas claras na asa. As penas exteriores da cauda são pretas, mas as três mais externas são atravessadas por uma banda branca diagonal na sua extremidade. As penas interiores da cauda são do mesmo cinzento que a parte posterior. No geral, as partes inferiores são brancas. O focinho e peito são completamente brancos, mas o abdómen é avermelhado. O bico é comprido e recto, ou ligeiramente encurvado para cima, e de cor cinzenta escura ou preta, com a base da mandíbula inferior mais clara e a borda da mandíbula esbranquiçada. A íris é castanha escura. As garras e as patas são castanhas escuras ou cinzentas acastanhadas.
O píleo e a parte superior do dorso do macho adulto são pretos e com tons claros azuis esverdeados. Quando a plumagem está desgastada, as penas de voo estão ligeiramente tingidas de castanho e as partes inferiores apresentam coloração castanha opaca, com tons cinzentos. A fêmea adulta assemelha-se a um macho adulto, mas o seu píleo é cinzento escuro e a franja preta da parte superior das costas costuma ser menos larga. As partes superiores são um pouco mais opacas e as inferiores menos brancas. O macho juvenil é parecido com o adulto, mas o píleo é mais opaco e sem brilho, as partes superiores são mais claras e o dorso mais opaco. A fêmea juvenil assemelha-se aos machos jovens, mas o píleo e as rémiges secundárias são de um cinzento mais opaco (cinzento escuro), e as coberteiras maiores e o dorso têm uma cor-de-alce desgastada. Os adultos raras vezes mudam antes da época de reprodução (Fevereiro — Março), porém, após a época da criação, dá-se o processo da muda, de Junho a Setembro. Entre Julho e Agosto, as crias começam a voar e passam por uma muda parcial das penas das coberteiras secundárias.
É uma ave de tamanho mediano com cerca de 15,5 cm de comprimento. As medidas variam conforme a subespécie: na subespécie nominal, S. c. carolinensis, a asa rogada mede aproximadamente entre 86 e 97 mm nos machos e entre 85 e 92,5 mm nas fêmeas. A cauda mede entre 44 e 50,5 mm no macho e entre 42 e 49,5 mm na fêmea. O bico mede entre 19,8 e 23,2 mm, e o tarsometatarso cerca de 17 e 20 mm. O peso dos adultos oscila entre as 19,6 e as 22,9 g.

### Variações geográficas
Existem pequenas variações morfológicas clinais por toda a sua área de distribuição. Simon Harrap enumera nove subespécies na sua monografia de referência Tits, Nuthatches and Treecreepers, no entanto, a validade de duas delas é controversa e alguns grupos de subespécies poderiam formar espécies independentes.
É relativamente comum as subespécies com morfologias e vocalizações parecidas classificarem-se em três grupos: um cobre a América do Norte, o segundo a Grande Bacia dos Estados Unidos e o centro do México, e o terceiro a costa do Pacífico. Os dois primeiros grupos estão em contacto nas Grandes Planícies, onde não parecem hibridar. O segundo grupo poder-se-ia subdividir por uma linha de norte a sul traçada no centro das Montanhas Rochosas. No cômputo geral, a ave é abundante em grande parte da sua distribuição geográfica, mas está em constante diminuição em Washington, Flórida e, em especial, na parte ocidental do sudeste dos Estados Unidos até ao Texas; a subespécie S. c. lagunae da Baixa Califórnia é a mais ameaçada. Os cantos dos três grupos são diferentes.
| Variações das nove subespécies distintas por Harrap (1996): | Variações das nove subespécies distintas por Harrap (1996): | Variações das nove subespécies distintas por Harrap (1996): | Variações das nove subespécies distintas por Harrap (1996): | Variações das nove subespécies distintas por Harrap (1996): |
| Subespécie                                                  | Corda máxima do macho                                       | Corda máxima da fêmea                                       | Cúlmen visível                                              | Plumagem |
| ----------------------------------------------------------- | ----------------------------------------------------------- | ----------------------------------------------------------- | ----------------------------------------------------------- | --- |
| S. c. carolinensis                                          | 86–97 mm                                                    | 85-92,5 mm                                                  | 15,5-19,5 mm                                                | É a subespécie nominal: tem o píleo e o dorso mais claros. |
| S. c. nelsoni                                               | 87-95,5 mm                                                  | 86–94 mm                                                    | 17–21 mm                                                    | Dorso mais cinzento escuro do que a subespécie nominal, o píleo mais escuro, asas com menor contraste. |
| S. c. tenuissima                                            | 83,5–94 mm                                                  | 82–93 mm                                                    | 18,5-23,5 mm                                                | Semelhante a S. c. nelsoni, mas com o dorso ligeiramente mais claro (embora mais escuro do que S. c. carolinensis). |
| S. c. aculeata                                              | 80–90 mm                                                    | 80,5–86 mm                                                  | 16–19 mm                                                    | Semelhante a S. c. tenuissima, mas com o dorso ligeiramente mais pálidas (também mais claro do que S. c. nelsoni, embora mais escuro do que S. c. carolinensis), partes inferiores com cor de camurça e castanho oliva. Bico fino e curto. |
| S. c. alexandrae                                            | 86,5–94 mm                                                  | 84,5–91 mm                                                  | 18,4–23 mm                                                  | Semelhante a S. c. aculeata, mas com o dorso mais escuro e de maior. É a subespécie com o bico mais comprido. |
| S. c. lagunae                                               | 86,5–88 mm                                                  | 84–86 mm                                                    | 17–19 mm                                                    | Semelhante a S. c. alexandrae, mas mais pequeno e com as partes superiores mais escuras, especialmente no dorso do macho. |
| S. c. oberholseri                                           | 85,5–92 mm                                                  | 83,5-88,5 mm                                                | 17–19 mm                                                    | Muito parecida com a S. c. nelsoni, com partes superiores ligeiramente mais escuras, e o dorso um pouco mais escuro e acinzentado. |
| S. c. mexicana                                              | 89–96 mm                                                    | 90-91.5 mm                                                  | 15–19 mm                                                    | Semelhante a S. c. oberholseri, mas mais ténue, e o dorso com cor camurça. |
| S. c. kinneari                                              | 82-89,5 mm                                                  | 77,5-85,2 mm                                                | 14,6–16 mm                                                  | Semelhante a S. c. mexicana, mas mais pequeno; a fêmea tem o dorso cor de camurça alaranjado, até ao peito e garganta. |

## Espécies similares
Na América do Norte habitam outras três espécies de sitídeos (Sitta canadensis, Sitta pygmaea e Sitta pusilla) e as suas distribuições sobrepõem-se às do S. carolinensis. Porém, são claramente diferentes e bem mais pequenas, uma vez que as outras trepadeiras medem 10 cm de comprimento e pesam cerca de 10  g. S. canadensis tem o dorso avermelhado e uma franja preta no olho. S. pygmaea tem a cabeça com um tom acastanhado tal e qual o píleo, embora este último apresente uma mancha branca no pescoço.

Sitídeos da América do Norte
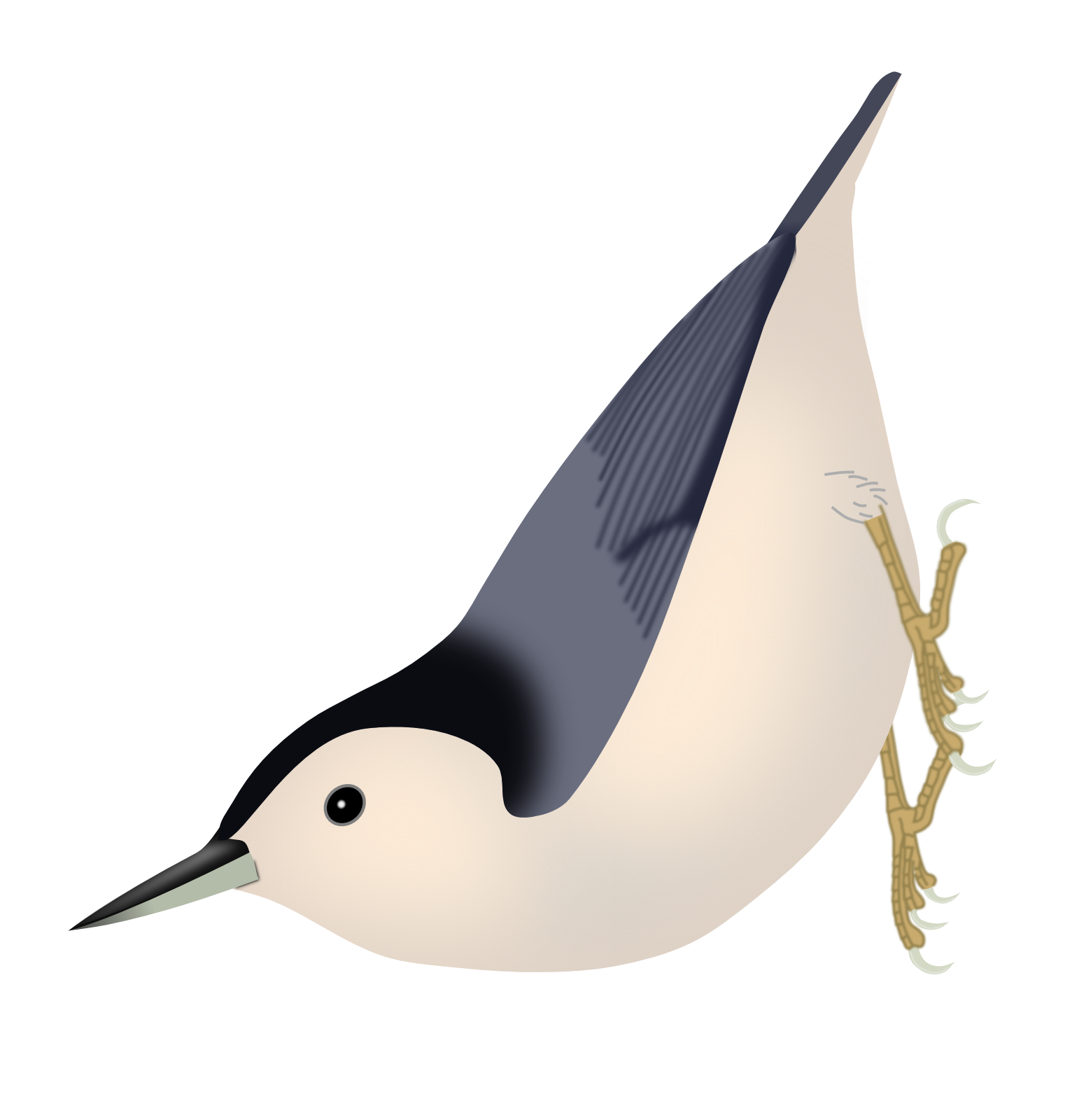
S. carolinensis
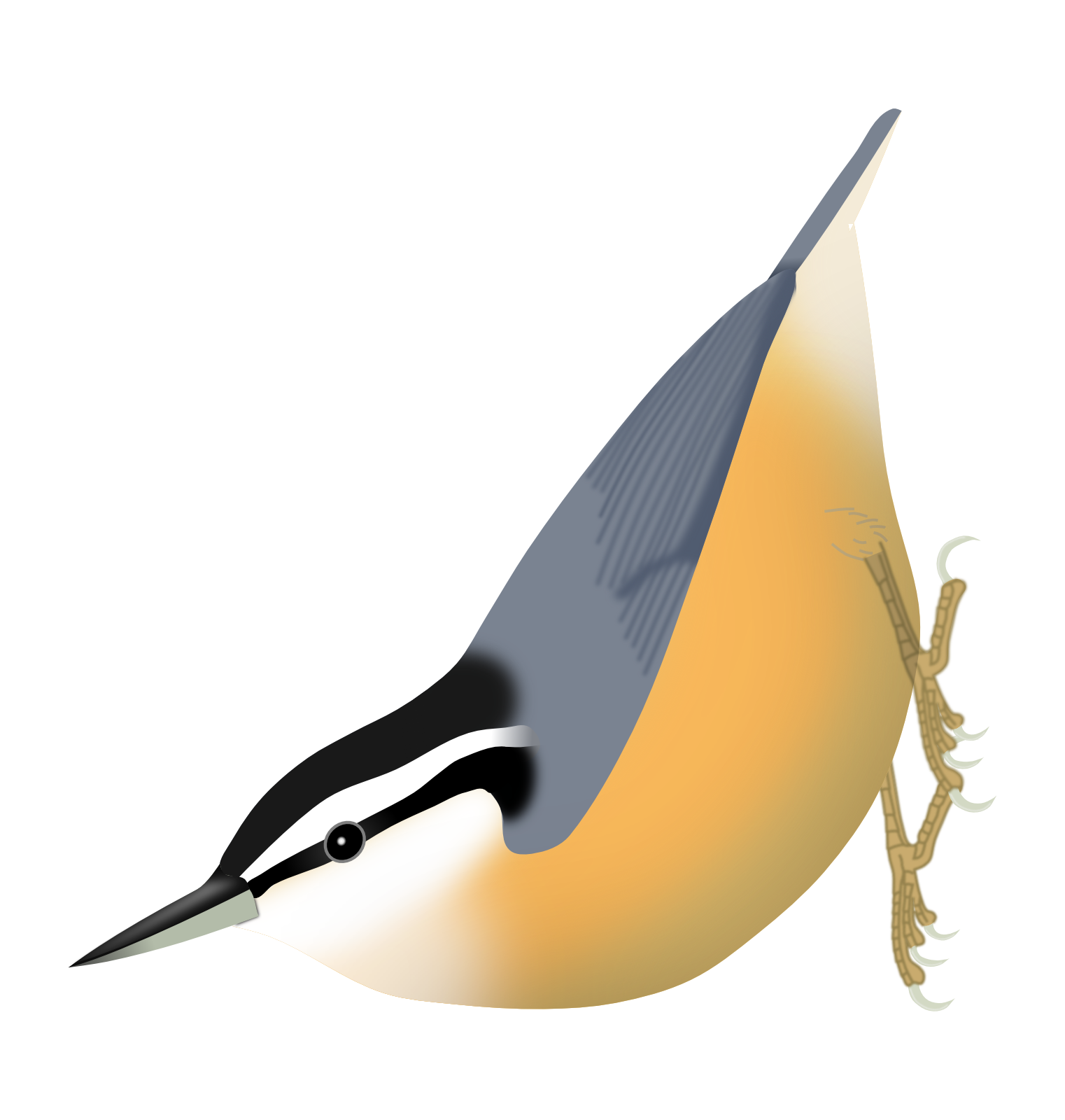
S. canadensis
S. pygmaea
S. pusilla

## Ecologia e comportamento

### Estilo de vida
Quando voa, as penas brancas de cada lado da cauda tornam-se visíveis. Tem um voo rápido, significativamente diferente do da trepadeira-azul mas parecido com o dos chapins. Para cruzar um rio ou um campo grande voa alto, com movimentos regulares. Mas para se deslocar de uma árvore para a outra, voa com trajectos curvos. É uma ave diurna e não migrante, que defende o seu território durante todo o ano. Embora a zona seja dominada pelo macho, este coabita com a fêmea e ambos se encarregam da sua defesa. Durante o Inverno, une-se a bandos mistos para se alimentarem. Estes grupos de aves são liderados por chapins, o S. carolinenesis e o Picoides pubescens e normalmente voam em conjunto. As espécies que fazem parte destes agrupamentos provavelmente beneficiam da partilha de alimentos e vigiam a presença de predadores. É possível que as espécies que se unem aos chapins aprendam, em certa medida, a identificar os chamamentos destes pássaros para poder reduzir a vigilância.

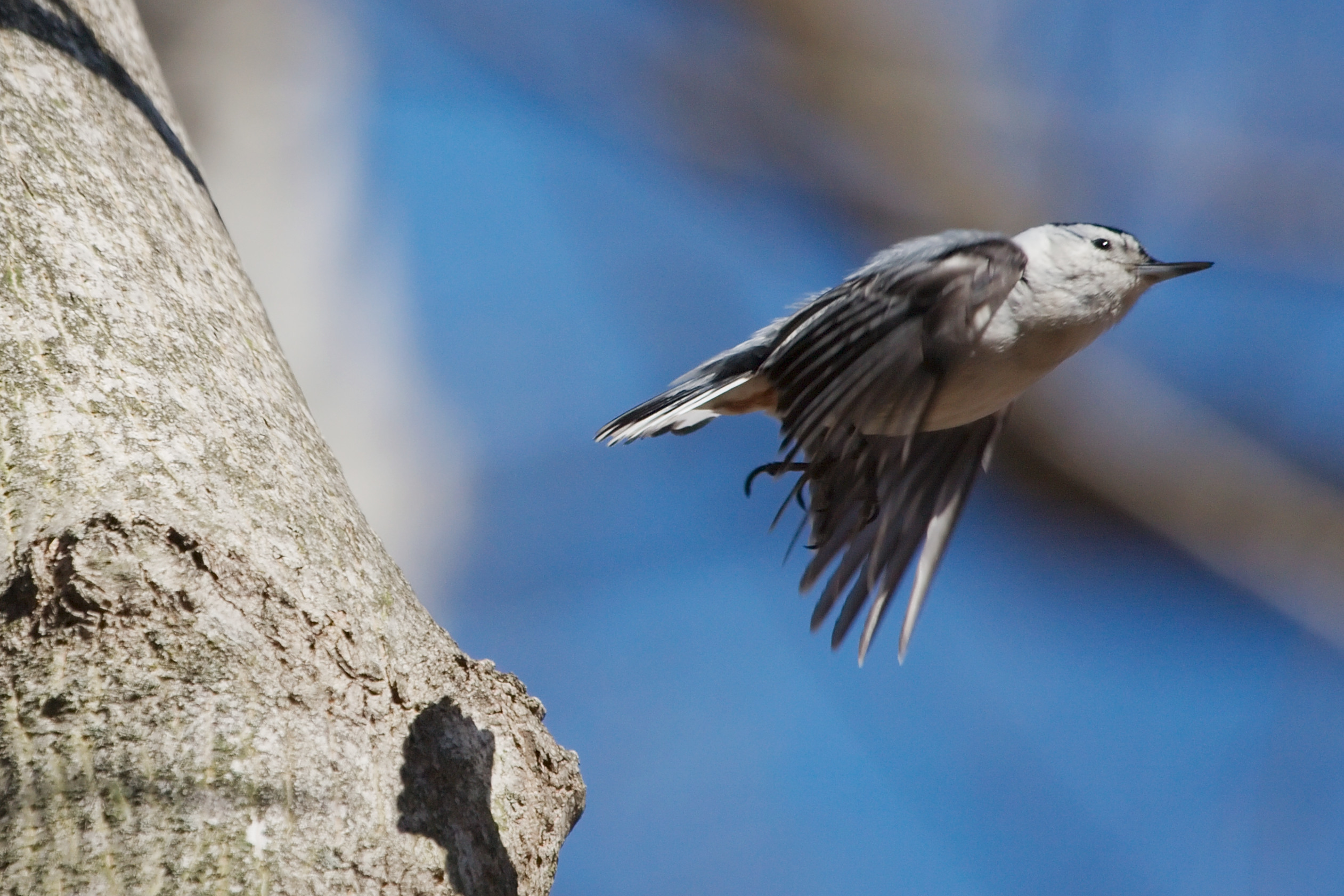
Em voo, de perfil.
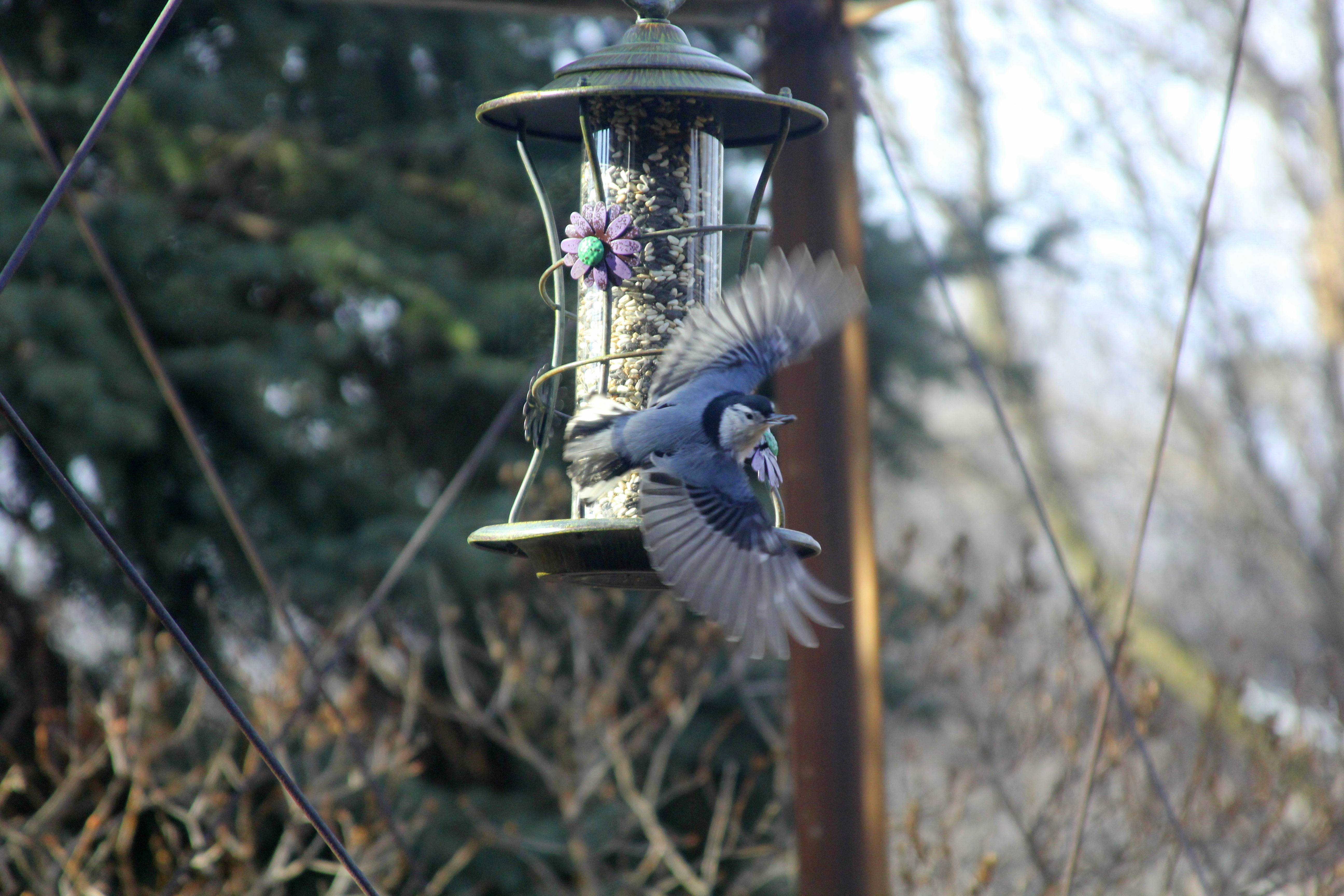
Preparando-se para o voo.
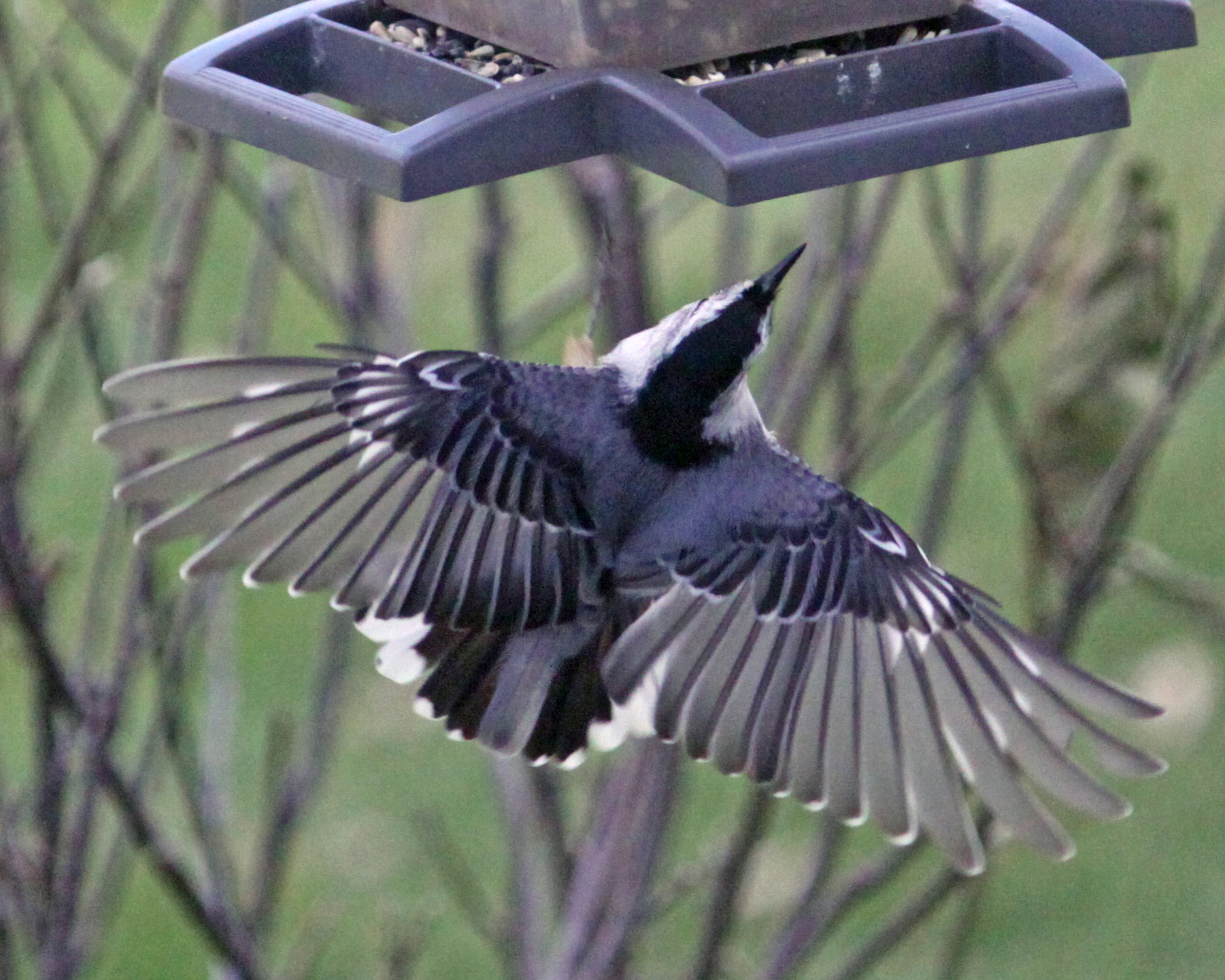
De costas, antes do pouso.
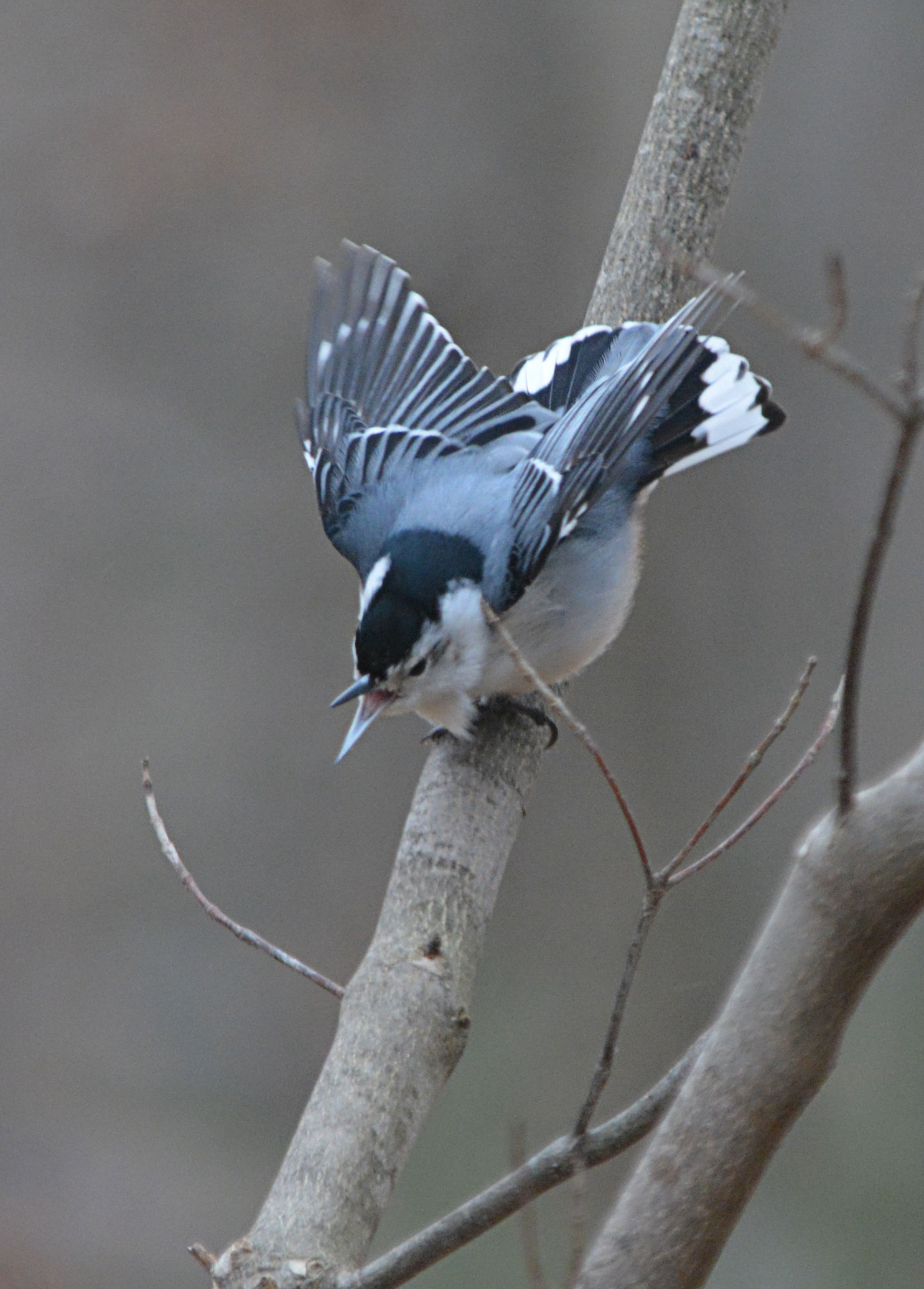
Em posição de ataque.

### Vocalizações
Tal como outras trepadeiras, é uma ave ruidosa e tem uma variedade de vocalizações que varia com a localização geográfica. O canto do macho reprodutor é um qui-qui-qui-qui-qui-qui-qui nasal e rápido. O piar de contacto assemelha-se a um yank nasal, grave e repetitivo. Os casais de aves mantêm-se em contacto durante o Outono e o Inverno emitindo um nit agudo e relutante, o qual repetem até trinta vezes por minuto. Quando está inquieto ou excitado, emite um kri relutante também característico e rápido, que repete em séries de kri-kri-kri-kri-kri-kri-kri-kri. As populações das Montanhas Rochosas e da Grande Bacia dos Estados Unidos têm um chamamento mais forte, transcrita como yididitititit; enquanto que as aves da costa do Pacífico produzem um beeerf nasal. Cantam durante todo o ano, tal como a trepadeira-azul (apesar de o canto de ambos seja diferente). Entre março e abril é fácil encontrar os ninhos pelos trinados destas aves. Os pintainhos começam a reproduzir os primeiros chamamentos no Verão.

### Reprodução
É monógamo e forma casal após um cortejo no qual o macho se aproxima da fêmea, estende a cauda e deixa cair as asas enquanto se balança para a frente e para trás, oferecendo-lhe comida. O território do casal compreende entre 0,10 a 0,15 km2 no bosque, e até 0,2 km2 em habitats semi-arborizados. Permanecem juntos durante todo o ano até que um morra ou desapareça. Costumam construir o ninho em cavidades naturais de árvores velhas e, ocasionalmente, num buraco abandonado por um pica-pau, ou em caixas-ninho artificiais destinadas ao Sialia sialis.
A construção do ninho é feita unicamente pela fêmea. É um ninho suave composto por fibras de súber, ervas, pêlos e penas. Por dentro são espaçosos, com uma profundidade entre 15 e 20 cm, e o buraco tem um diâmetro de 6 cm. Pode agregar barro na entrada para protegê-lo dos predadores maiores e atrair meloídeos (coleópteros) que se aproximem da entrada do ninho, cujo odor desagradável pode dissuadir os esquilos, que são os que mais competem pelas cavidades naturais. A fêmea põe entre cinco a nove ovos, de cor branca clara e com manchas castanhas na parte mais larga; em média medem 19 × 14 mm. A incubação dura cerca de 12 a 14 dias, enquanto isso a fêmea é alimentada pelo macho. Ambos alimentam os pintainhos com insectos voadores e limpam o ninho retirando os sacos fecais, que geralmente são deixados a várias dezenas de metros do ninho.
Os pais alimentam os jovens enquanto estes vivem no ninho e durante as duas primeiras semanas de voo. Quando são autossuficientes, abandonam o território dos seus pais e passam a viver por sua conta ou vagabundeiam sozinhos, sem estabelecerem território. Os jovens abandonam o ninho entre 18 e 26 dias depois da eclosão. Provavelmente as aves divagantes são as que mais contribuem para a dispersão irregular da espécie. Os juvenis alcançam a maturidade sexual num ano. Esta espécie só tem uma ninhada de pintos anualmente. A taxa de sobrevivência (o quociente entre o número de indivíduos vivos no final do ano e o número de indivíduos vivos quando começou) é de 35% em estudos feitos em Maryland, e de 12% no Arizona. Fora da época de reprodução, o casal habita num buraco de uma árvore ou debaixo da crosta desprendida, e remove as fezes do seu leito pela manhã. Durante os Invernos mais frios, chegou-se a reportar até 29 aves que repousavam juntas. A esperança de vida desta trepadeira é de dois anos, porém foram registados casos com até doze anos e nove meses.

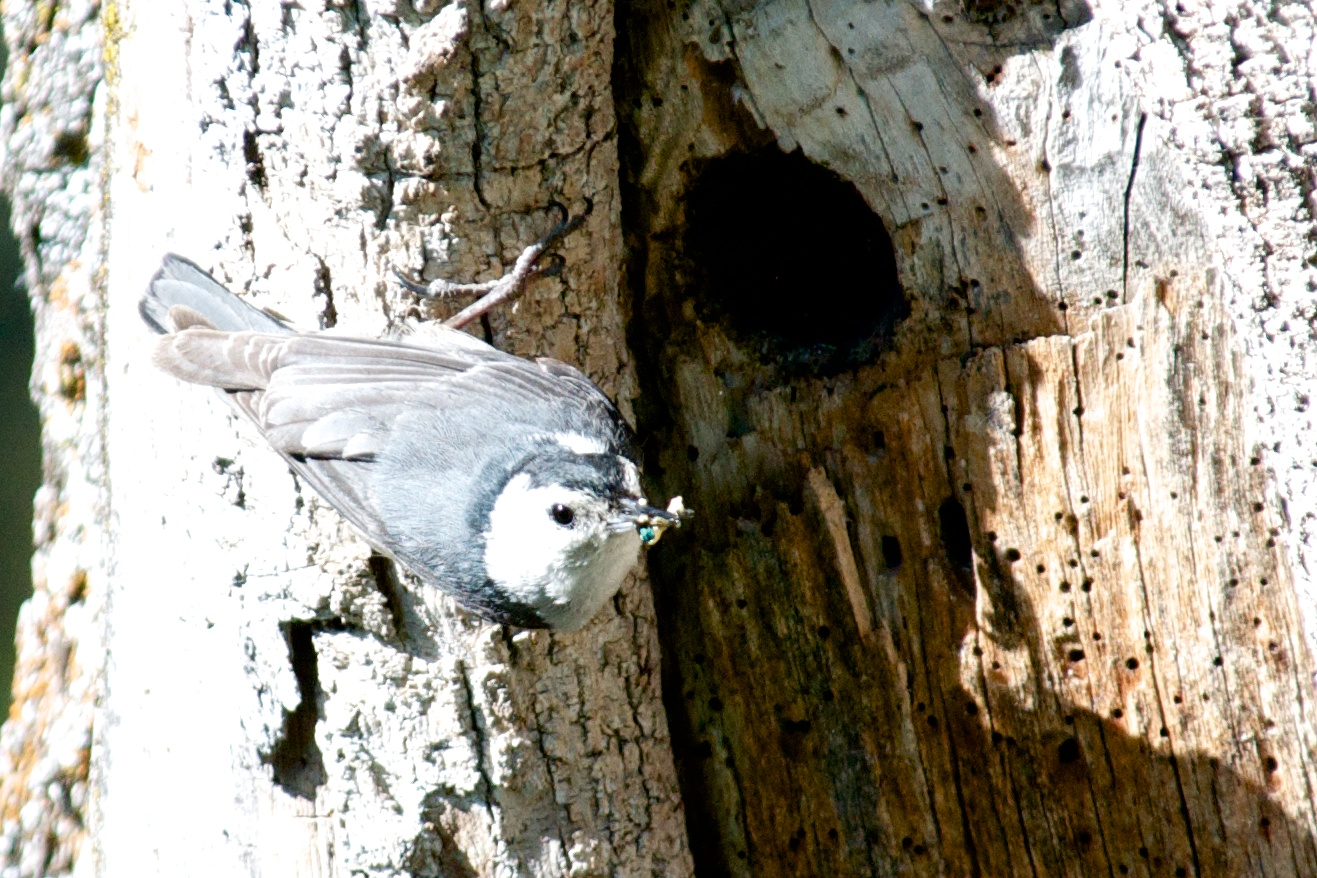
Um adulto na entrada do ninho com um insecto no bico.
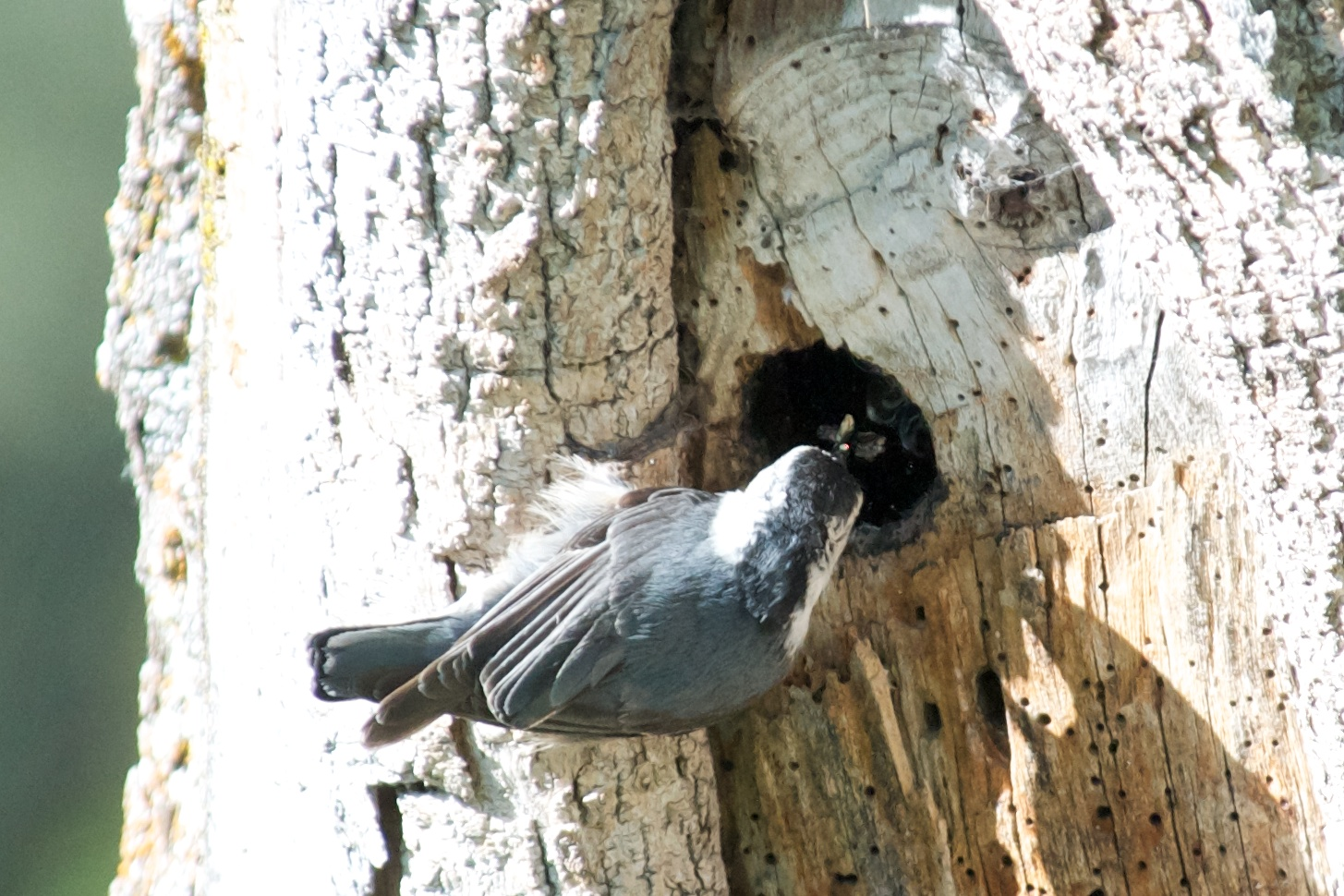
Um adulto prestes a alimentar as suas crias no ninho.
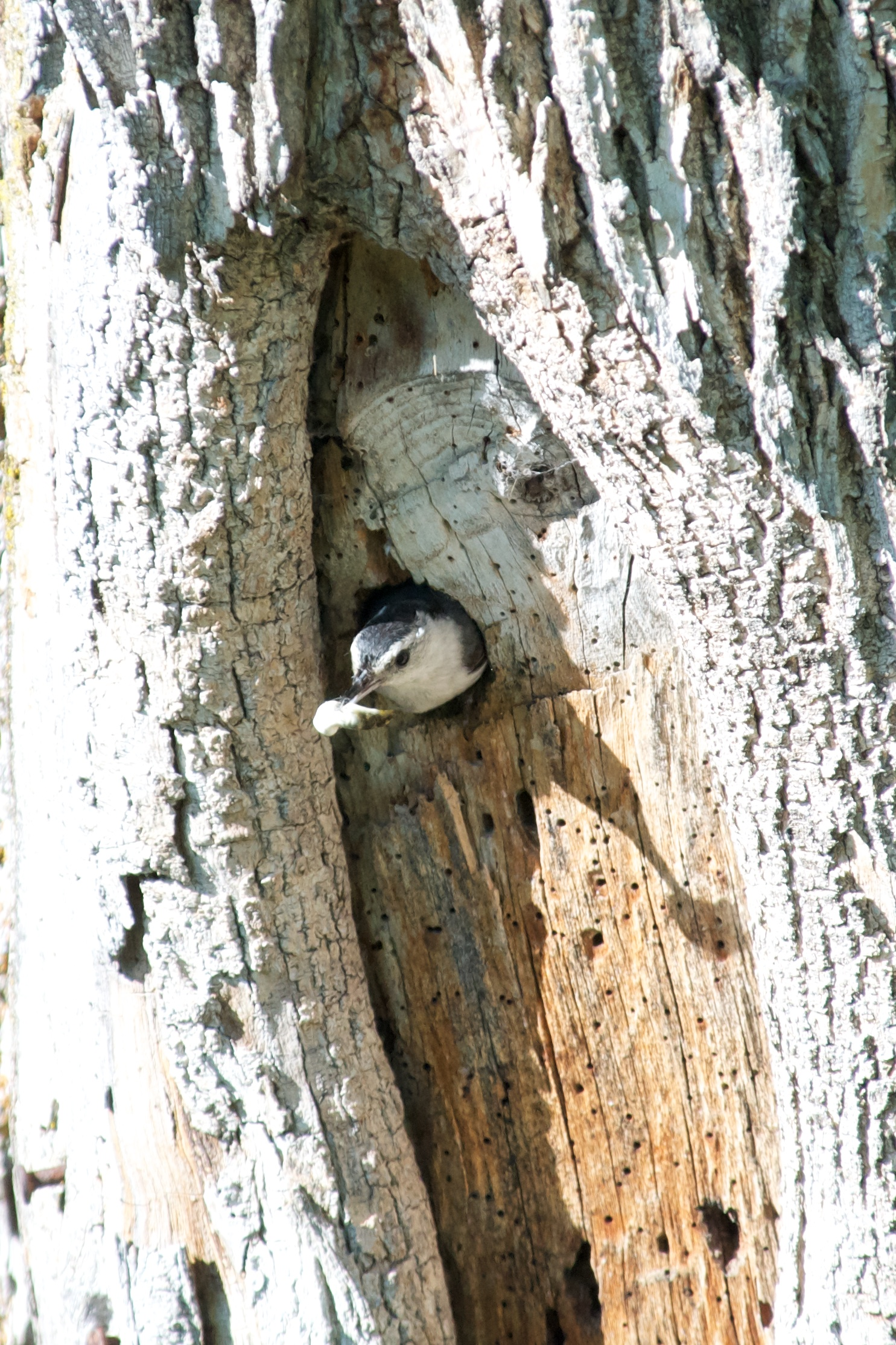
Um adulto tirando um saco fecal do ninho.
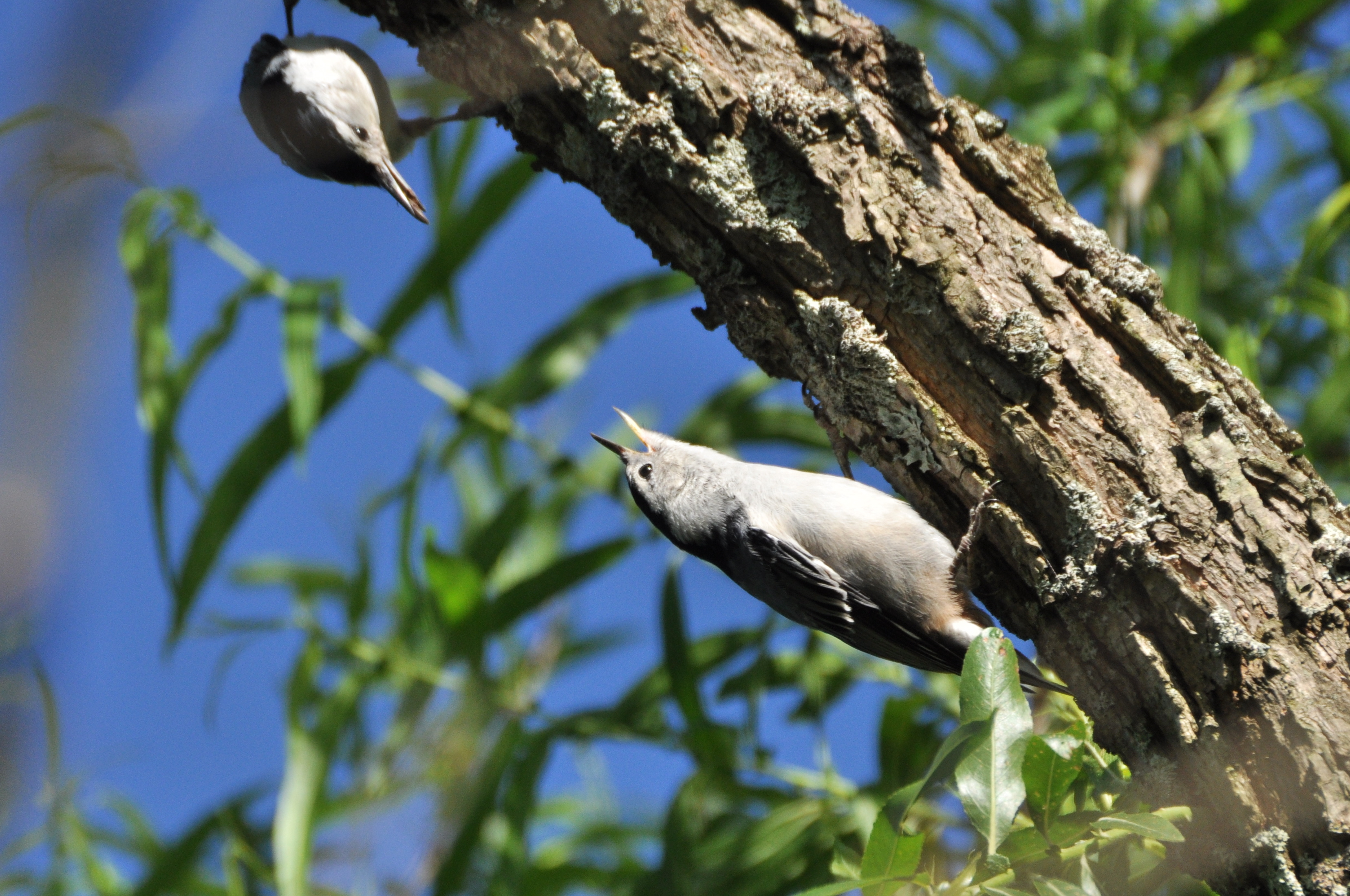
Um adulto aproximando-se para alimentar os filhotes.

## Alimentação
Alimenta-se nos troncos e galhos das árvores, tal como os pica-pau e certídeos, mas não utiliza a cauda para se agarrar ao felema. Desloca-se com pequenos saltos agarrando-se ao tronco com as suas fortes garras. Tal como outras trepadeiras, algumas vezes caminha de cabeça para baixo pelo tronco ou galho.
É omnívoro e come insectos e sementes. Quando as sementes são muito grandes, como as bolotas ou frutos da pecã, coloca-se numa fenda da casca e então dá-lhes um golpe com o seu forte bico para abri-las. Também pode esconder a comida restante nestas fendas para reserva. Durante o inverno 70 % da sua dieta são sementes, mas no verão a ave é exclusivamente insectívora. Entre os insectos dos quais se alimenta estão as lagartas, formigas e insectos que são pragas como o gurgulho do pinheiro, diversos cocoídeos como o Lepidosaphes ulmi, homópteros da família Psyllidae, gafanhotos, traças e miriápodes como as centopeias.
De vez em quando pode alimentar-se em terra, e para consumir frutos secos, sebo e sementes de girassol, que normalmente guarda sobre o felema das árvores e líquens. Também pode incluir na sua dieta pequenos vertebrados que visitam as letrinas de mapache para encontrar sementes nas fezes do mamífero. No inverno costuma participar em bandos com outras espécies para procurar comida e proteger-se dos predadores.

### Predadores e parasitas

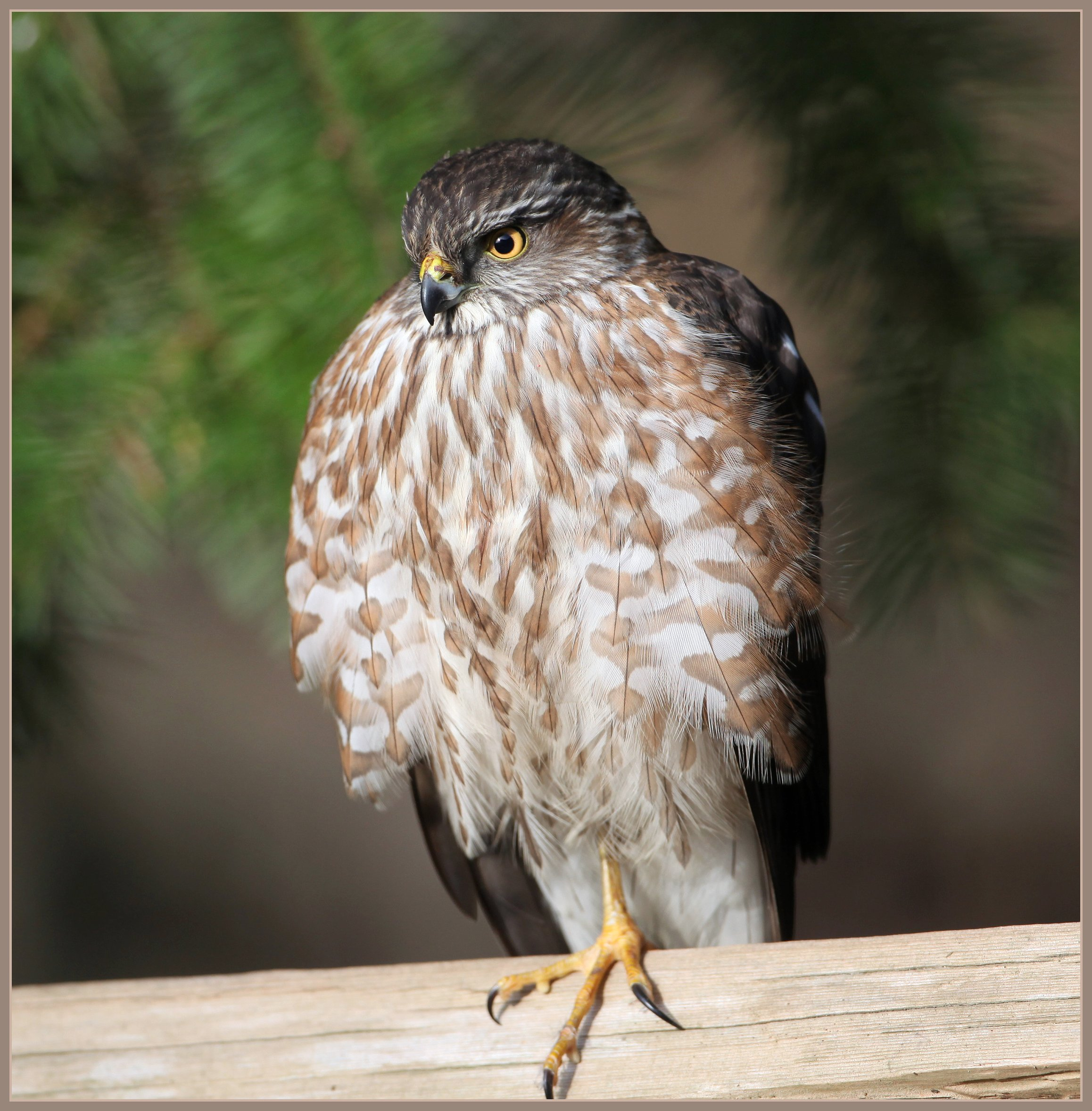
O gavião-miúdo Accipiter striatus é um dos principais predadores de S. carolinenesis

O certídeo adulto é uma das presas de aves rapinas nocturnas ou diurnas como os gaviões Accipiter striatus e Accipiter cooperii, e as crias e os ovos podem ser alimento de pica-paus, esquilos e algumas serpentes como a Opheodrys vernalis. Se um predador se aproxima do ninho, o certídeo tenta afugentá-lo agitando as suas asas e gritando hn-hn. Outra técnica defensiva que pode utilizar em combate é insuflar as penas do corpo, estender as asas e levantar a cabeça repetidas vezes. Quando os pais deixam o ninho, limpam as crias com um pouco de pêlo ou plantas para evitar que os predadores as detectem pelo cheiro.
Nos Estados Unidos, um estudo relacionou a estratégia reprodutiva da espécie com o seu comportamento face aos predadores. O objectivo era analisar a disposição dos certídeos machos a alimentar as fêmeas no período em que estas estão a chocar os ovos, em função da presença nas imediações de um gavião-miúdo (predador de aves, mas não de ovos) ou um Troglodytes aedon (predador de crias mas não de adultos). O S. carolinensis tem uma esperança de vida mais curta do que o Sitta canadensis; porém reage com maior energia ante a presença de predadores de ovos, enquanto que a espécie canadense é mais estressada na presença de aves de rapina. Este resultado confirma a teoria de que as espécies com uma esperança de vida mais longa se beneficiam das taxas de sobrevivência dos adultos, enquanto que as aves com uma vida mais curta investem mais na sobrevivência das suas amplas ninhadas.
Este certídeo pode albergar alguns parasitas como os géneros de protistas Leucocytozoon ou Trypanosoma; assim como Haemoproteus sittae. Também se identificaram trematodas como Collyriclum faba. Esta ave também pode caçar moscas hematófagas da família Hippoboscidae como Ornithoica confluenta e O. anchineuriaou, ou certos ácaros como Knemidokoptes jamaicensis, que produzem sarna.

## Habitat e distribuição

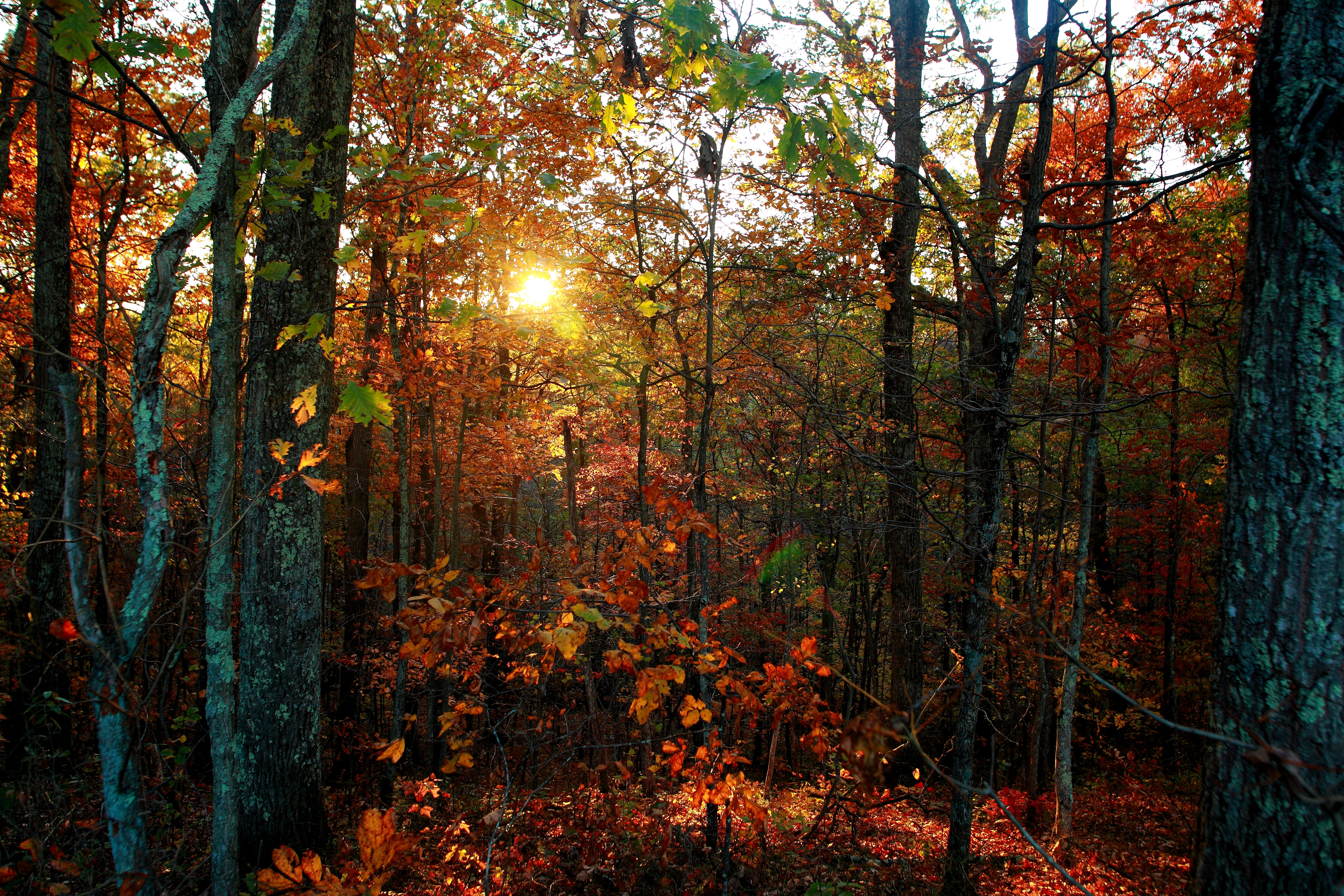
Os bosques caducifólios são o habitat preferido no nordeste

Pode ser encontrado no sul do Canadá e em quase todo o território dos Estados Unidos (mas não desce da fronteira norte da península da Flórida) até ao México, embora tenda a evitar as zonas mais áridas. A leste da sua distribuição, vive em bosques abertos antigos, caducifólios ou mistos, em hortos, parques, jardins suburbanos e cemitérios. A maior parte da povoação habita em baixas altitudes, embora possa nidificar a até 1 675 m de altitude, no Tennessee. A oeste e no México, vive em bosques abertos de pinheiros e carvalhos de montanhas, e chega a nidificar a mais de 3 200 m de altitude no Nevada, Califórnia e México. No centro dos Estados Unidos, pode habitar em pinhais e zimbros ou em árvores situadas nas beiras dos rios. S. carolinensis encontra-se normalmente em bosques caducifólios, enquanto que o S. canadensis, S. pygmaea e S. pusilla preferem os bosques de pinheiros.
A presença de árvores maduras ou senescentes proporciona cavidades para as aves, muito úteis para a nidificação. No leste, os carvalhos, faias e carya também são apreciados pelas trepadeiras devido à abundância de sementes. Estes habitats estão disponíveis ao longo de América do Norte, mas são descontínuos. A espécie não é migratória, as diferentes povoações, incomunicadas entre si, representam diversas subespécies locais. Habitualmente é uma ave sedentária anual, mas pode realizar pequenas viagens de vários anos quando as sementes escasseiam ou quando existem maiores condições para o sucesso reprodutivo. A espécie é errante na ilha de Vancouver, na ilha de Santa Cruz e nas Bermudas; inclusive um individuo chegou ao transatlântico Queen Mary em 1963 enquanto o barco navegava a oeste de Nova York.

## Taxonomia

### Nomenclatura de espécies
A ave foi descrita em 1790 com o seu nome científico actual, Sitta carolinensis, pelo naturalista britânico John Latham no seu livro Index Ornithologicus. Esta nomenclatura, composta por carolina e o sufixo latino -ensis («que vive, habita»), faz referência à localidade tipo, Carolina. Na divisão em subgéneros do género Sitta, pouco utilizada, S. carolinensis é situada em Sitta (Leptositta) Buturlin, 1916, juntamente com Sitta leucopsis e Sitta przewalskii.
Em 2012, uma equipa norte-americana chegou à conclusão de que S. carolinensis, que conta com sete subespécies, é, na realidade, composto por pelo menos quatro linhagens sem fluxo genético entre elas, distintas pela sua morfologia e cantar, e que poderiam, portanto, constituir novas espécies independentes. O Congresso Ornitológico Internacional (versão 5.2, 2015) e o ornitólogo britânico Alan P. Peterson reconhecem sete subespécies:

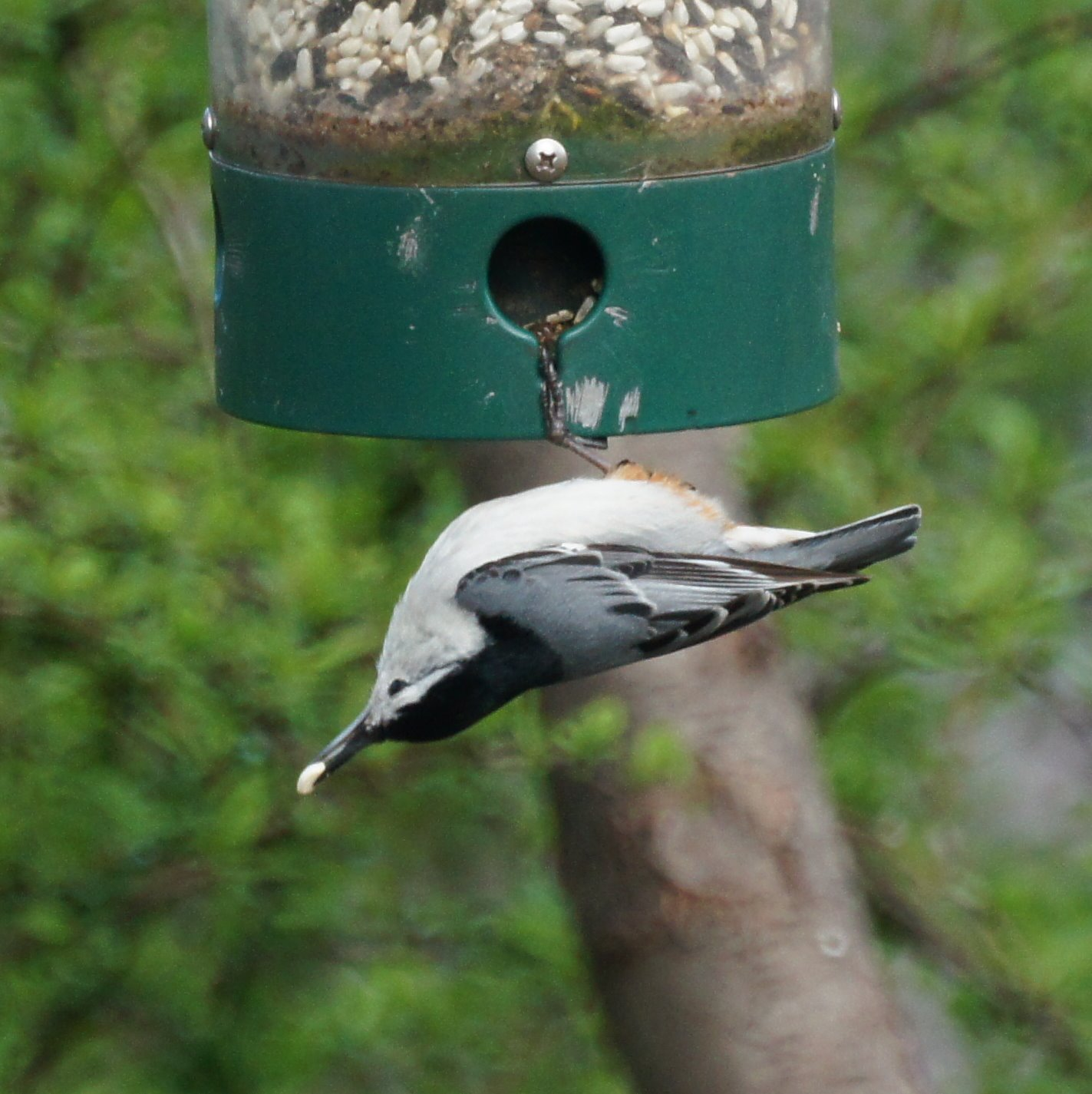
Os comedouros artificiais proporcionam-lhes uma fonte suplementar de alimentos

- S. c. carolinensis Latham, 1790,[61] a subespécie tipo, vive no nordeste da América do Norte, no oeste de Saskatchewan e no leste do Texas.[7][12] Foram identificados dois sinónimos: S. c. atkinsi Scott, 1890[65][12] e S. c. cookei Oberholser, 1917;[66][67]
- S. c. aculeata Cassin, 1856,[68] habita o oeste de Washington, Oregon e Califórnia até ao extremo norte da Baixa Califórnia;[7][12]
- S. c. alexandrae Grinnell, 1926,[69] vive no norte de Baixa California;[7]
- S. c. tenuissima Grinnell, 1918,[70] habita desde a Colúmbia Britânica, atravessando a cordilheira das Cascadas até ao sul da Califórnia;[7]
- S. c. nelsoni Mearns, 1902,[71] vive nas Montanhas Rochosas, desde o norte de Montana ao extremo noroeste de Chihuahua[7] e no sudoeste do Texas e leste do México,[13] onde por vezes as populações são denominadas S . c. oberholseri Brandt, 1938, em homenagem ao ornitólogo Harry Church Oberholser.[72][7] Outros dois sinónimos identificados são S. c. umbrosa van Rossem, 1939[73] e S. c. uintaensis Twomey, 1942;[67][74]
- S. c. mexicana Nelson e TS Palmer, 1894, vive no oeste de México[7][13] e no sul de Guerrero e Oaxaca, onde por vezes as populações são denominadas S. c. kinneari van Rossem, 1939;[73][7] e,
- S. c. lagunae Brewster, 1891,[75] vive no extremo sul de Baixa Califórnia.[7][13]

### Relações filogenéticas
Durante muito tempo considerou-se que esta trepadeira fosse parente próximo das trepadeiras Sitta leucopsis e Sitta przewalskii, uma vez que estas aves foram tratadas no passado como coespecíficas. Na divisão em subgéneros do género Sitta, pouco utilizada, estas foram colocadas em Sitta (Leptositta) Buturlin, 1916. Harrap propôs que S. carolinensis, S. przewalskii e S. leucopsis poderiam estar relacionados com o grupo canadensis, correspondente ao subgénero Sitta (Micrositta) e que inclui seis espécies de trepadeiras de tamanho mediano. Em 2014, Éric Pasquet et al. publicaram uma filogenia baseada no ADN nuclear e mitocondrial de 21 espécies de trepadeiras. No estudo, S. carolinensis ficou mais próximo de Sitta magna, enquanto que S. prezewalskii parece completamente basal no género Sitta. Neste estudo não se utilizou S. leucopsis, mas provavelmente é uma espécie irmã de S. przewalskii.

## Ameaças e protecção
A ave é comum e está amplamente distribuída por uma área de 8,6 milhões de km2. Calcula-se que existam dez milhões de indivíduos e, em geral, a povoação está a aumentar. Portanto, considera-se que a espécie esteja em estado «pouco preocupante» segundo a União Internacional para a Conservação da Natureza. Não obstante, a supressão de árvores mortas reduz as possibilidades de encontrar cavidades para a nidificação e pode causar problemas à espécie. Notou-se um decréscimo da povoação em Washington, Flórida e, especialmente, no extremo oeste do sudeste dos Estados Unidos até ao Texas. Por outro lado, a zona de reprodução está-se a expandir em Alberta e a povoação cresceu no nordeste com os rebrotes dos bosques. A espécie está protegida pelo Tratado de Aves Migratórias de 1918, firmado entre os países onde habita (Canadá, Estados Unidos e México).